# Diecéze oděsko-simferopolská
Diecéze oděsko-simferopolská (latinsky Dioecesis Odesensis-Sympheropolitana, ukrajinsky Одесько-Сімферопольська дієцезія Римсько-Католицької Церкви в Україні) je římskokatolická diecéze na území jihovýchodní Ukrajiny se sídlem v Oděse, kde se nachází katedrála Nanebevzetí P. Marie. Je sufragánní vůči lvovské arcidiecézi.

## Stručná historie
Diecéze byla založena v roce 2002.